# Inter Europol Competition
Inter Europol Competition — польская автоспортивная команда, выступающая в гоночных сериях на выносливость. По состоянию на 2023 год команда участвует в 24 часах Ле-Мана, Чемпионате мира по автогонкам на выносливость, Европейской серии Ле-Ман, Азиатской серии Ле-Ман и в Кубке Ле-Мана. В предыдущие годы команда участвовала в Североевропейском кубке Формулы Renault 2.0, BOSS GP и V de V. В связи с тем, что владелец и спонсор команды, компания Inter Europol SA, производит хлебобулочные изделия, команду часто называют Turbo Piekarze (с пол. — «Турбо Пекари») .

## История
Команда была основана в 2010 году и стала плодом сотрудничества между Kochanski Motorsport Мориция Кочански и Michael Keese Motorsport. Вместе они соревновались в Формуле Форд и Формуле 3 . В сезоне 2009 года они соревновались в итальянской Формуле Renault, а в 2010 году — в Североевропейском кубке Formula Renault 2.0 . В конце сезона 2010 года Кочански начал испытывать финансовые трудности. Его акции в команде были куплены Войцехом Смеховским, отцом гонщика команды Якубом Смеховски и владельцем пекарни Inter Europol SA. Новообразованная команда получила название Inter Europol Competition, полученное от ее владельца и главного спонсора  .
Inter Europol Competition начал свою деятельность со стартов в гонках одноместных автомобилей. В 2010–2016 годах гонщики «Интер Европол» принимали участие в Североевропейском кубке Formula Renault 2.0, лучшим результатом которого стало 12-е место Якуба Смеховски в сезоне 2011 года  В 2014 году команда дебютировала в серии BOSS GP, в которой она выступала до конца сезона 2019 года и добилась успехов, таких как чемпионство Якуба Смеховски в 2014 году и его вице-чемпионат в 2015 году  .

### 2016
В 2016 году Inter Europol Competition дебютировал в гонках на выносливость, приняв участие в полных сезонах European Le Mans Series и V de V Sports . Дебют в ELMS принес Якубу Смеховски и Йенсу Петерсену, участвовавшим в гонках на автомобиле Ligier JS P3, 10-е место в общем зачете. Команда WV de V набрала больше очков; Смеховски вместе с Мартином Хиппе выиграл чемпионат этой серии  .
Третий сезон в BOSS GP и первый без участия Якуба Смеховски завершился 8-м местом в итоговой классификации для Йенса Ренструпа, представляющего команду из Дании, выступавшую за Dallara GP2/05.

### 2017
На второй год участия в гонках на выносливость Inter Europol Competition представила один Ligier JS P3 под номером 13 в классе LMP3 Европейской серии Ле-Ман. Йенса Петерсена заменил Мартин Хиппе, который в последующие годы оказался постоянным пилотом команды в классе LMP3 серии ELMS. В гонке «4 часа Кастелле» гонщики команды впервые поднялись на подиум и заняли пятое место в общем зачете в классе LMP3  .
Команда также приняла участие в V de V Endurance Series, где добилась окончательного триумфа. Якуб Смеховски и Хендрик Стилл сели за руль автомобиля № 22, а лучший водитель автомобиля № 33 Пауль Шойшнер закончил сезон на восьмом месте  .
Вальтер Штединг завершил полный сезон в серии BOSS GP для соревнований Inter Europol. За рулем автомобиля Dallara GP2/05 он финишировал восьмым в итоговой классификации  .

### 2018
В 2018 году компания Inter Europol Competition снова приняла участие в соревнованиях автомобилей LMP3 в Европейской серии Ле-Ман, впервые выставив в серию два автомобиля Ligier JS P3. Сезон 2018 года стал прорывным для машины №13; Мартин Хиппе и Якуб Смеховски выиграли гонку «4 часа Портимао» и заняли третье место в гонке «4 часа Red Bull Ring», благодаря чему заняли второе место в итоговой классификации серии в классе LMP3. Экипаж второй машины команды под номером 14 в течение сезона часто менялся; в итоге этот автомобиль занял 15-е место в общем зачете.
Inter Europol Competition также принял участие в серии V de V Endurance в последний раз, заняв третье место в итоговой классификации (Пауль Шойшнер на машине № 33) и пятое ( Якуб Смеховски и Понтус Фредрикссон на машине № 22)  .
Walter Steding ponownie reprezentował zespół w serii BOSS GP i zajął czwarte miejsce w końcowej klasyfikacji.

### 2019
В новом сезоне Inter Europol Competition дебютировал в Азиатской серии Ле-Ман . Автомобиль Ligier JS P3 под номером 13 управляли Мартин Хиппе и Якуб Смеховски . Команда добилась значительных успехов, выиграв общий зачет серии и получив приглашение на гонку «24 часа Ле-Мана» 2019 года от организатора гонки, Автомобильного клуба de l'Ouest (ACO)  .
Команда также продолжила выступления в европейской серии Ле-Ман, дебютировав в классе LMP2, купив один автомобиль Ligier JS P217, который был отмечен номером 34. Inter Europol Competition также продолжил гонку в классе LMP3 этой серии — с двумя автомобилями Ligier JS P3. В классе LMP2 команда показала средние результаты и после частых изменений в составе экипажа заняла 17-е место в итоговой классификации. Гораздо лучшие результаты продемонстрировали Мартин Хиппе и Найджел Мур, которые заменили Якуба Смеховски за рулем автомобиля под номером 13 в классе LMP3. Хиппе и Мур второй раз подряд заняли второе место в общем зачете и второе место в классе LMP3. После окончания последней гонки сезона экипаж занял первое место в таблице, но в результате полученного штрафа и отклонения апелляции был перенесен на второе место  . Автомобиль № 14 в итоге занял 12-е место.
В июне Inter Europol Competition дебютировал гонке «24 часа Ле-Мана». Якуб Смеховски, Джеймс Уинслоу и Найджел Мур, управляя автомобилем Ligier JS P217, заняли 45-е место в общем зачете гонки и 16-е место в таблице класса LMP2, борясь с многочисленными техническими проблемами во время гонки  .
В своем последнем сезоне в BOSS GP Уолтер Стединг, единственный гонщик команды, участвовавший во всех гонках серии 2019 года, финишировал 9-м.

### 2020
Inter Europol Competition снова начал сезон с азиатской серии Ле-Ман, заняв 4-е место в классе LMP2 с автомобилем № 33 и 5-е место с автомобилем № 34. На этих прототипах участвовали Джон Корбетт, Натан Кумар, Митчелл Нейлсон и Даниал Фрост соответственно, а также Матиас Беч, Якуб Смеховски и Джеймс Уинслоу. Также команда представила одну машину на весь сезон серии в классе LMP3; № 13 Ligier JS P3, возглавляемый Мартином Хиппе и Найджелом Муром, завершил сезон на третьей позиции  . Машины под номерами 14 и 18 участвовали в одной и двух гонках соответственно в цветах команды.
Польская команда также приняла участие в укороченном сезоне Европейской серии Ле-Ман с традиционных шести до пяти гонок, представив по одной машине в классах LMP2 и LMP3. Экипаж машины номер 34 LMP2 — единственной машины Ligier среди прототипов Oreca 07 — был полностью изменен. Джеймса Уинслоу и Найджела Мура заменили Рене Биндер  и Матевос Исаакян , которые присоединились к Якубу Смеховски в серии ELMS и 24 часах Ле-Мана . В классе LMP3 команда выступала на одной машине последнего поколения — Ligier JS P320, за рулем которой снова были Мартин Хиппе и Найджел Мур (замененный в двух последних гонках сезона Дино Лунарди)  . Гонщики Inter Europol Competition LMP2 завершили сезон 12-м в общем зачете, а Хиппе, Мур и Лунарди в третий раз подряд заняли второе место в команде LMP3 ELMS.
Команда появилась на стартовой решетке во второй раз в «24 часах Ле-Мана», снова борясь с техническими проблемами , к которым добавились ошибки команды регламентного характера  . Inter Europol Competition занял 17-е место в классе LMP2 и 45-е место в общем зачете.
Последними событиями для команды в 2020 году стали две гонки IMSA SportsCar Championship, в которых команда впервые использовала автомобиль Oreca 07  . Они финишировали в Пти-Ле-Мане 2020 года 3-м в классе LMP2 и 9-м в общем зачете, а в гонке «12 часов Себринга» после ошибки Якуба Смеховски на четвертом часе гонки Inter Europol Competition заняли четвертое место в классе с автомобилем номер 51 и семнадцатое место в общем зачете  .

### 2021
В 2021 году команда Inter Europol Competition дебютировала в классе LMP2 чемпионата мира по гонкам на выносливость 2021 года . Автомобиль Oreca 07 управляли Якуб Смеховски, Ренгер ван дер Занде и Алекс Брандл  . Элио Кастроневес должен был выступать за польскую команду в гонке «1000 миль Себринга», заменив ван дер Занде в связи с его гонкой в IMSA SportsCar Championship, но гонка в США была отменена. Из-за очередного столкновения времени ван дер Занде был заменен Луи Делетразом в гонке в Портимао .
В своих первых гонках на чемпионате мира по гонкам на выносливость «Турбопекари» заняли первое место и улучшили свои показатели, заняв 5-е место в 6 часах Спа и 8 часов Портимао и 4-е место в 6 часах Монцы  .
Третье участие команды в гонках «24 часа Ле-Мана» было успешным: команда заняла пятое место в классе LMP2 и десятое в общем зачете. Автомобиль под номером 34 показал хороший темп и удалось избежать серьезных ошибок и невезения – не считая спущенного колеса на машине Алекса Брандла, непреднамеренного столкновения с автомобилем Racing Team India Eurasia и проблем с заправочной машиной. Пилоты Inter Europol Competition выразили удовлетворение выходными на Circuit de la Sarthe, назвав «отличный результат для такой маленькой команды»  и «большое будущее для великой команды».
Команда финишировала девятой в двух гонках WEC в Бахрейне  (после таких инцидентов, как столкновение с автомобилем United Autosports, необходимость дополнительного пит-стопа из-за и за проблемой с дверями  и 4-минутного штрафа за неправильный выбор шин)  и пятое , что позволило Inter Europol Competition завершить свой дебютный сезон в чемпионате мира по гонкам на выносливость на 5-м месте.
Еще одной частью программы команды на сезон 2021 года стала Европейская серия Ле-Ман 2021 года, в которой команда представила два автомобиля Ligier JS P320 класса LMP3. Прототип номер 13, как и в сезонах 2018 и 2019 годов, продемонстрировал лучшие результаты, чем родственный экипаж, завоевав в общей сложности три подиума, в том числе одну победу - благодаря усилиям выступающего с 2016 года за команду немец Мартин Хиппе, молодой бельгиец Уго де Вильде  и их меняющиеся партнеры. Этого хватило, чтобы занять четвертое место в генеральной классификации, самое слабое с сезона 2018 года — в основном из-за аварий и поломок в Ле-Кастелле и Спа-Франкоршам  .
Экипаж № 14, за который в течение сезона выступало в общей сложности 9 гонщиков, включая поляка Матеуша Капшика  и бывшего итальянского мотоциклиста Маттиа Пазини , зафиксировал результаты в середине класса ELMS, завершив сезон на 6-м месте. в общем зачете - наилучший в истории автомобиля #14.

### 2022
Сезон 2022 Inter Europol начали в Азиатской серии Ле-Ман, выставляя один Ligier JS P320 класса LMP3. У команды был темп, чтобы выигрывать гонки, но из-за внезапной вынужденной смены состава, технических проблем и ошибок пилотов команда заняла седьмое место в генеральной классификации.
На оставшуюся часть сезона команда расширила свою программу, предоставив по одной машине LMP2 в чемпионате мира по гонкам на выносливость и европейской серии Ле-Ман, а также две машины LMP3 в ELMS. Прототипом № 34 WEC управляли Алекс Брандл, который продлил свой контракт с командой, Якуб Смеховски, который снова выступил в роли гонщика и руководителя команды, и мексиканский бывший гонщик Формулы-1 Эстебан Гутьеррес, который заменил ван дер Занде, который был занят, разрабатывает прототип LMDh Cadillac и стартами в чемпионате IMSA SportsCar Championship .
В машине ELMS LMP2 #43 сидели тест-пилот Формулы-1 Пьетро Фиттипальди, вернувшийся в гонки на выносливость после двухлетнего перерыва Давид Хайнемайер Ханссон и швейцарец Фабио Шерер. Машиной Ligier LMP3 под номером 13 управляли Чарльз Крюс, Гильерме де Оливейра и Нико Пино, а машиной под номером 14 управляли Ноам Абрамчик, Джеймс Дейсон и Матеуш Капшик.
Первая часть сезона была крайне сложной для команды. В каждой гонке Inter Europol Competiton боролся с проблемами всех видов — от ошибок пилотов , до технические проблем , несоответствия автомобиля положениям регламента  . В итоге после первых двух гонок команда оказалась в конце генеральных классификаций WEC и ELMS. Основными причинами плохого настроения команды стали внезапный уход Рафала Покоры - технического директора команды, необходимость реструктуризации команды и значительная замена персонала.
Обе машины LMP2 приняли участие в гонке «24 часа Ле-Мана» 2022 года и пересекли финишную черту на 13-м (номер 34) и 14-м (номер 43) местах. Автомобиль WEC боролся с проблемами максимальной скорости, что потребовало от команды замены двигателя за несколько часов до начала гонки, а также с небольшими трудностями. Прототип № 43 (позаимствованный у команды Dragonspeed, поскольку заказанная новая модель не могла быть доставлена компанией Oreka вовремя из-за сбоя в цепочке поставок по всему миру) показал хороший темп и поднялся в таблице лидеров до раннего утра, когда из-за отказа катушки зажигания потребовался заезд в гараж для ремонта. Это исключило команду из борьбы за подиум.
Вторая половина сезона сложилась для команды более успешно. Брандл, Гутьеррес и Смеховски завершили сезон WEC на 11-м месте, а особенно хорошо команда выступила в Монце, заняв 4-е место, даже сохранив лидерство менее чем за час до финиша. Значительный прогресс был также достигнут в ELMS: экипаж № 43 занял 2-е место в Спа-Франкоршам после старта с нижней части стартовой сетки и 4-е место в финале сезона в Портимао, закончив сезон на 8-м месте.
В классе LMP3 Inter Europol Competition записал на свой счёт четвертое вице чемпионство за последние 5 лет. После трех побед подряд на Монце, на трассе Каталонии и Спа-Франкоршам титул был потерян за час до финиша «4 часов Портимао» — Нико Пино столкнулся с Матиасом Беше, что привело к повреждению подвески, что сначала привело к значительному падению темпа и в конце концов за 12 минут до окончания гонки и сезона машина окончательно вывели автомобиль из гонки. Автомобиль № 14 финишировал последним, 13-е место в общем зачете, в основном из-за медленной скорости и многочисленных ошибок Джеймса Дейсона.
Последним элементом деятельности команды в 2022 году стал гостевой старт в новой серии Prototype Cup Germany - с одним автомобилем LMP3, за рулем которого Джеймс Уинслоу вернувшегося в команду, и Дамиан Чиоска который дебютировал в автоспорте. Уинслоу и Чиосек заняли 6-е и 2-е места в выходные в Спа-Франкоршам.

### 2023
В сезоне 2023 года команда участвует в гонках «24 часа Ле-Мана», чемпионате мира по гонкам на выносливость FIA, европейской серии Ле-Ман, азиатской серии Ле-Ман и Кубке Ле-Мана соответственно с двумя, одним, двумя, четырьмя и тремя автомобилями. Несмотря на ранее подписанный контракт на 2023 год , Алекс Брандл покинул команду, как и Эстебан Гутьеррес. В команде WEC к Смеховски присоединились Фабио Шерер, которого повысили из команды ELMS, и Альберт Коста, бывший заводской водитель Lamborghini. В ELMS, где на этот раз команда выставила две машины (по одной в LMP2 и LMP3), составы сменились полностью. Среди новичков были бывший гонщик Формулы-2 Олли Колдуэлл и подросток Кай Аски. Второй автомобиль LMP3, которому организатор отказал в праве стартовать в ELMS , вместо этого стартовал в новой программе команды, в которую входила серия Кубка Ле-Мана, являющаяся на практике третьим уровнем гонок на выносливость. В программу вошли целых три машины, а номер 14 Ligier не имеет, как первый прототип в истории команды, привычной зелено-желтой ливреи — в рамках договоренности с гонщиком и бизнесменом Андресом Латорре.
Сезон начался со старта четырех автомобилей в Азиатской серии Ле-Ман. Машина LMP2 весь сезон была очень быстрой и одним из ключевых факторов стала отличная скорость Нолана Сигела. Однако две механические поломки на последних минутах первой и последней гонок, когда Сигел занял третье и первое места соответственно, лишили команду чемпионства. Экипажи LMP3 заняли 7, 12 и 15 (последние) места в генеральной классификации.
На следующем этапе сезона команда продемонстрировала значительный прогресс в темпе в классе LMP2. Во всех трех гонках WEC, предшествовавших «24 часам Ле-Мана», темп «Пекарей», а в частности Альберта Косты,, привели к тому, что они боролись за первые места, в результате чего они заняли 4-е место в Себринге. В Портимао заняли 10-е хотя имели хороший темп чтобы финишировать в топ 5, но помешала машина безопасности которая выехала под конец гонки и испортила стратегию. На следующем этапе в Спа команда забралась на свой первый подиум чемпионата мира - 3-е место. Перед Ле-Маном команда занимала 5-е место в зачете LMP2, отставая от 3-го места на 5 очков.
4 часа Барселоны, единственная гонка ELMS до июня (из-за отмены 4 часов Имола), закончилась для команды в классе LMP2 всего через час из-за отказа коробки передач. В классе LMP3 новые гонщики вывели команду на вторую ступеньку пьедестала.
Дебют Inter Europol Competition в Кубке Ле-Мана категории LMP3 обернулся катастрофой: все три автомобиля Ligier JS P320 команды столкнулись на первом повороте гонки в Барселоне. Две машины сразу же выбыли из гонки, а третья заняла 22-е место. На следующем этапе в Ле-Ман проходило 2 гонки. В первой машина под номером 13 финишировала на 20-м месте, вторая под номером 15 на 30-м месте, а третий автомобиль под номером 14 не смогла финишировать. В торой гонке автомобиль под номером 15 финишировал на 12-м месте, автомобиль под номером 14 финишировал на 25-м месте и автомобиль с номером 13 на   33-м месте.
Прогресс команды окончательно подтвердился на победной гонке «24 часа Ле-Мана» 2023 года . Команда снова выставила две машины — постоянную машину WEC  34и машину №32, экипаж которой состоял из Яна Магнуссена, для которого это было 24-е участие, Андерса Фьордбаха и пилота-любителя Марка Квамме (экипаж стартовал в подклассе Pro-am). Экипаж второй машины завершил гонку в ночь после аварии Магнуссена.
Смеховски, Шерер и Коста показали отличный темп, который Роберт Кубица охарактеризовал как «в своей лиге»  и избежали ошибок — за исключением незначительного схода Косты с трассы на шпильке Mulsanne в последние часы гонки и нарушения правил автомобиля безопасности, за что команда должна была отбыть штраф виде проезд через боксы. Широкую огласку получил подвиг Шерера, так как по его левой ступне был проехал автомобиль команды Corvette Racing вовремя пит-стопа 15-й минуте гонки. После ухода физиотерапевтов команды швейцарец сохранил хороший темп и провел более 8 часов за рулем Oreka 07, несмотря на то, что ему пришлось изменить метод торможения и двигаться на одной ноге при посадке и выходе из машины (после гонки выяснилось что Шерер  получил повреждение связок и частичный перелом средней части левой ступни). В конце гонки Шереру также пришлось столкнуться с отказом радио. Якуб Смеховски добился большого прогресса, показав скорость качественного пилота с серебряной категорией, а Альберт Коста, как обычно, был самым быстрым пилотом команды. Победа в «24 часах Ле-Мана» вывела команду на второе место в общем зачете WEC.

## Результаты выступлений
Основной источник: 

### 24 часа Ле-Мана
| Год  | Класс       | Машина         | Двигатель           | №  | Гонщик                                                  | Кругов | Место | Место в классе |
| ---- | ----------- | -------------- | ------------------- | -- | ------------------------------------------------------- | ------ | ----- | -------------- |
| 2019 | LMP2        | Ligier JS P217 | Gibson GK428 4.2 V8 | 34 | Найджел Мур Якуб Смеховски Джеймс Уинсло                | 325    | 45    | 16             |
| 2020 | LMP2        | Ligier JS P217 | Gibson GK428 4.2 V8 | 34 | Рене Биндер Матевос Исаакян Якуб Смеховски              | 316    | 42    | 17             |
| 2021 | LMP2        | Oreca 07       | Gibson GK428 4.2 V8 | 34 | Алекс Брандл Якуб Смеховски Ренгер ван дер Занде        | 360    | 10    | 5              |
| 2022 | LMP2        | Oreca 07       | Gibson GK428 4.2 V8 | 34 | Алекс Брандл Эстебан Гутьеррес Якуб Смеховски           | 365    | 18    | 13             |
| 2022 | LMP2        | Oreca 07       | Gibson GK428 4.2 V8 | 43 | Пьетро Фиттипальди Давид Хейнемейер Ханссон Фабио Шерер | 364    | 19    | 14             |
| 2023 | LMP2        | Oreca 07       | Gibson GK428 4.2 V8 | 32 | Андерс Фьордбах Марк Квамме Ян Магнуссен                | 117    | НФ    | НФ             |
| 2023 | LMP2 Pro-am | Oreca 07       | Gibson GK428 4.2 V8 | 32 | Андерс Фьордбах Марк Квамме Ян Магнуссен                | 117    | НФ    | НФ             |
| 2023 | LMP2        | Oreca 07       | Gibson GK428 4.2 V8 | 34 | Альберт Коста Фабио Шерер Якуб Смеховски                | 328    | 9     | 1              |

### FIA WEC
| Год  | Класс | Машина   | Двигатель             | №  | Гонщик (этапы)                                                                         | 1   | 2    | 3   | 4   | 5   | 6    | 7   | Место | Очки |
| ---- | ----- | -------- | --------------------- | -- | -------------------------------------------------------------------------------------- | --- | ---- | --- | --- | --- | ---- | --- | ----- | ---- |
| 2021 | LMP2  | Oreca 07 | Gibson GK428 4.2 L V8 |    |                                                                                        | СПА | ПОР  | МЦА | ЛЕМ | БАХ | БАХ  |     | 5     | 84   |
| 2021 | LMP2  | Oreca 07 | Gibson GK428 4.2 L V8 | 34 | Алекс Брандл (все) Якуб Смеховски (все) Ренгер ван дер Занде (1, 3–6) Луи Делетраз (2) | 5   | 5    | 4   | 5   | 9   | 5    |     | 5     | 84   |
| 2022 | LMP2  | Oreca 07 | Gibson GK428 4.2 L V8 |    |                                                                                        | СЕБ | СПА  | ЛЕМ | МЦА | ФУД | БАХ  |     | 11    | 20   |
| 2022 | LMP2  | Oreca 07 | Gibson GK428 4.2 L V8 | 34 | Эстебан Гутьеррес (все) Фабио Шерер (1) Якуб Смеховски (все) Алекс Брандл (2–6)        | 14  | Сход | 13  | 4   | 11  | Сход |     | 11    | 20   |
| 2023 | LMP2  | Oreca 07 | Gibson GK428 4.2 L V8 |    |                                                                                        | СЕБ | ПОР  | СПА | ЛЕМ | МЦА | ФУД  | БАХ | 2     | 90   |
| 2023 | LMP2  | Oreca 07 | Gibson GK428 4.2 L V8 | 34 | Альберт Коста (1–4) Фабио Шерер (1–4) Якуб Смеховски (1–4)                             | 4   | 10   | 3   | 1   | 5   | 9    |     | 2     | 90   |

### Европейская серия Ле-Ман
| Год  | Класс | Машина         | Двигатель              | №  | Гонщик (этапы) | 1    | 2    | 3    | 4    | 5    | 6    | Место | Очки  |
| ---- | ----- | -------------- | ---------------------- | -- | --- | ---- | ---- | ---- | ---- | ---- | ---- | ----- | ----- |
| 2016 | LMP3  | Ligier JS P3   | Nissan VK50VE 5.0 L V8 |    | | СИЛ  | ИМО  | РБР  | ЛЕК  | СПА  | ЭШТ  | 10    | 24,5  |
| 2016 | LMP3  | Ligier JS P3   | Nissan VK50VE 5.0 L V8 | 13 | Йенс Петерсен (все) Якуб Смеховски (все)                                                                                        | Сход | 15   | Сход | 7    | 6    | 5    | 10    | 24,5  |
| 2017 | LMP3  | Ligier JS P3   | Nissan VK50VE 5.0 L V8 |    | | СИЛ  | МЦА  | РБР  | ЛЕК  | СПА  | ПОР  | 5     | 56    |
| 2017 | LMP3  | Ligier JS P3   | Nissan VK50VE 5.0 L V8 | 13 | Мартин Хиппе (все) Якуб Смеховски (все)                                                                                         | 6    | 6    | 5    | 2    | 4    | Сход | 5     | 56    |
| 2018 | LMP3  | Ligier JS P3   | Nissan VK50VE 5.0 L V8 |    | | ЛЕК  | МЦА  | РБР  | СИЛ  | СПА  | ПОР  |       |       |
| 2018 | LMP3  | Ligier JS P3   | Nissan VK50VE 5.0 L V8 | 13 | Мартин Хиппе (все) Якуб Смеховски (все)                                                                                         | 6    | 4    | 3    | 5    | 12   | 1    | 2     | 70,25 |
| 2018 | LMP3  | Ligier JS P3   | Nissan VK50VE 5.0 L V8 | 14 | Пауль Шойшнер (все) Лука Демарки (1–5) Хеннинг Энквист (1) Хендрик Стилл (2, 4) Гильельмо Белотти (3) Мориц Мюллер-Крепон (5–6) | 12   | 15   | 11   | 13   | 15   | 8    | 15    | 6,25  |
| 2019 |       |                |                        |    | | ЛЕК  | МЦА  | БАР  | СИЛ  | СПА  | ПОР  |       |       |
| 2019 | LMP2  | Ligier JS P217 | Gibson GK428 4.2 L V8  | 34 | Якуб Смеховски (все) Дани Клос (1–3) Лео Руссель (1–2) Адриен Тамбе (3–4) Лукас Даннер (4) Сэм Дежон (5–6) Матиас Беш (5–6)     | 15   | 13   | Сход | 12   | 12   | Сход | 17    | 2     |
| 2019 | LMP3  | Ligier JS P3   | Nissan VK50VE 5.0 L V8 | 13 | Мартин Хиппе (все) Найджел Мур (все)                                                                                            | 3    | 2    | 1    | 2    | 2    | 11   | 2     | 94,5  |
| 2019 | LMP3  | Ligier JS P3   | Nissan VK50VE 5.0 L V8 | 14 | Пауль Шойшнер (все) Дино Лунарди (1) Сэм Дежон (2–4) Константин Шёлль (5–6)                                                     | 13   | 9    | Сход | Сход | 6    | 7    | 12    | 16,5  |
| 2020 |       |                |                        |    | | ЛЕК  | СПА  | ЛЕК  | МЦА  | ПОР  |      |       |       |
| 2020 | LMP2  | Ligier JS P217 | Gibson GK428 4.2 L V8  | 34 | Якуб Смеховски (все) Рене Биндер(все) Матевос Исаакян (1–4)                                                                     | 7    | 11   | 6    | 12   | Сход | –    | 12    | 15,5  |
| 2020 | LMP3  | Ligier JS P320 | Nissan VK56VE 5.6 L V8 | 13 | Мартин Хиппе (все) Найджел Мур (1–3) Дино Лунарди (4–5)                                                                         | 2    | Сход | 3    | 1    | 3    | –    | 2     | 73    |
| 2021 | LMP3  | Ligier JS P320 | Nissan VK56VE 5.6 L V8 |    | | БАР  | РБР  | ЛЕК  | МЦА  | СПА  | ПОР  |       |       |
| 2021 | LMP3  | Ligier JS P320 | Nissan VK56VE 5.6 L V8 | 13 | Мартин Хиппе (все) Уго де Вильде (все) Жюльен Фальчеро (1) Улисс де По (2–3) Маттиа Пазини (4) Эйдан Рид (5) Адам Этеки (6)     | 3    | 4    | Сход | 3    | Сход | 1    | 4     | 67    |
| 2021 | LMP3  | Ligier JS P320 | Nissan VK56VE 5.6 L V8 | 14 | Чарльз Крюс (все) Гильерме Оливейра (все) Нико Пино (все)                                                                       | 8    | 5    | 6    | 7    | Сход | 7    | 6     | 36    |
| 2022 |       |                |                        |    | | ЛЕК  | ИМО  | МЦА  | БАР  | СПА  | ПОР  |       |       |
| 2022 | LMP2  | Oreca 07       | Gibson GK428 4.2 L V8  | 43 | Пьетро Фиттипальди (все) Давид Хейнемейер Ханссон (все) Фабио Шерер (все)                                                       | 11   | 9    | 11   | 16   | 2    | 4    | 8     | 32    |
| 2022 | LMP3  | Ligier JS P320 | Nissan VK56VE5.6 L V8  | 13 | Чарльз Крюс (все) Гильерме Оливейра (все) Нико Пино (все)                                                                       | ДСК  | 8    | 1    | 1    | 1    | Сход | 2     | 79    |
| 2022 | LMP3  | Ligier JS P320 | Nissan VK56VE5.6 L V8  | 14 | Ноам Абрамчик (все) Джеймс Дэйсон (все) Матеуш Капшик (все)                                                                     | 9    | Сход | Сход | 10   | 8    | 8    | 13    | 13    |
| 2023 |       |                |                        |    | | БАР  | ИМО  | ЛЕК  | АРА  | СПА  | ПОР  |       |       |
| 2023 | LMP2  | Oreca 07       | Gibson GK428 4.2 L V8  | 43 | Джонатан Абердейн (1) Руи Андраде (1) Олли Колдуэлл (1)                                                                         | Сход |      |      |      |      |      | 7*    | 0*    |
| 2023 | LMP3  | Ligier JS P320 | Nissan VK56VE 5.6 L V8 | 13 | Кай Аски (1) Уайатт Бричачек (1) Мигель Кристовао (1)                                                                           | 2    |      |      |      |      |      | 2*    | 18*   |

### Азиатская серия Ле-Ман
| Год     | Класс | Машина         | Двигатель              | №  | Гонщик (этапы)                                                                       | 1    | 2    | 3   | 4    | Место | Очки |
| ------- | ----- | -------------- | ---------------------- | -- | ------------------------------------------------------------------------------------ | ---- | ---- | --- | ---- | ----- | ---- |
| 2018–19 | LMP3  | Ligier JS P3   | Nissan VK50VE 5.0 L V8 |    |                                                                                      | ШАН  | ФУД  | БУР | СЕП  |       |      |
| 2018–19 | LMP3  | Ligier JS P3   | Nissan VK50VE 5.0 L V8 | 13 | Мартин Хиппе (все) Якуб Смеховски (все)                                              | 1    | 2    | 2   | 1    | 1     | 87   |
| 2019–20 |       |                |                        |    |                                                                                      | ШАН  | БНД  | СЕП | БУР  |       |      |
| 2019–20 | LMP2  | Ligier JS P217 | Gibson GK428 4.2 L V8  | 33 | Джон Корбетт (все) Натан Кумар (все) Митчелл Нейлсон (1–2) Дэниал Фрост (3–4)        | 5    | 4    | 6   | 6    | 4     | 38   |
| 2019–20 | LMP2  | Ligier JS P217 | Gibson GK428 4.2 L V8  | 34 | Матиас Беш (все) Якуб Смеховски (все) Джеймс Уинсло (все)                            | 4    | Сход | 5   | 7    | 5     | 28   |
| 2019–20 | LMP3  | Ligier JS P3   | Nissan VK50VE 5.0 L V8 | 13 | Мартин Хиппе (все) Найджел Мур (все)                                                 | 1    | 2    | 3   | Сход | 3     | 59   |
| 2019–20 | LMP3  | Ligier JS P3   | Nissan VK50VE 5.0 L V8 | 14 | Питер Паддон (2) Гарт Уолден (2) Остин МакКаскер (2)                                 |      | 4    |     |      | 9     | 12   |
| 2019–20 | LMP3  | Ligier JS P3   | Nissan VK50VE 5.0 L V8 | 18 | Филип Кадури (3–4) Дэн Уэллс (3–4)                                                   |      |      | 6   | 6    | 8     | 16   |
| 2022    | LMP3  | Ligier JS P320 | Nissan VK56VE 5.6 L V8 |    |                                                                                      | ДУБ  | ДУБ  | АБУ | АБУ  | 7     | 36   |
| 2022    | LMP3  | Ligier JS P320 | Nissan VK56VE 5.6 L V8 | 13 | Александр Буханцов (1–2) Гильерме Оливейра (все) Нико Пино (все) Джеймс Дэйсон (3–4) | 5    | 5    | 7   | 5    | 7     | 36   |
| 2023    |       |                |                        |    |                                                                                      | ДУБ  | ДУБ  | АБУ | АБУ  |       |      |
| 2023    | LMP2  | Oreca 07       | Gibson GK428 4.2 L V8  | 43 | Кристиан Богл (все) Чарльз Крюс (все) Нолан Сигэл (все)                              | Сход | 1    | 4   | Сход | 5     | 39   |
| 2023    | LMP3  | Ligier JS P320 | Nissan VK56VE 5.6 L V8 | 53 | Кай Аски (все) Уайатт Бричачек (все) Мигель Кристовао (все)                          | 9    | Сход | 9   | 6    | 12    | 12   |
| 2023    | LMP3  | Ligier JS P320 | Nissan VK56VE 5.6 L V8 | 63 | Адам Али (все) Джеймс Дэйсон (все) Джон Шауэрман (все)                               | 11   | 11   | 12  | Сход | 15    | 0    |
| 2023    | LMP3  | Ligier JS P320 | Nissan VK56VE 5.6 L V8 | 73 | Александр Буханцов (все) Джон Корбетт (все) Джеймс Уинсло (все)                      | 5    | 7    | 10  | 5    | 7     | 27   |

### Кубок Ле-Мана
| Год  | Класс | Машина         | Двигатель              | №  | Гонщик (этапы)                         | 1    | 2   | 3    | 4    | 5    | 6    | 7   | Место | Очки |
| ---- | ----- | -------------- | ---------------------- | -- | -------------------------------------- | ---- | --- | ---- | ---- | ---- | ---- | --- | ----- | ---- |
| 2023 | LMP3  | Ligier JS P320 | Nissan VK56VE 5.6 L V8 |    |                                        | КОТ  | ЛМН | ЛМН  | ЛЕК  | АРА  | СПА  | ПОР |       |      |
| 2023 | LMP3  | Ligier JS P320 | Nissan VK56VE 5.6 L V8 | 13 | Сантьяго Серрано (1–6) Бен Стоун (1–6) | Сход | 20  | Сход | Сход | Сход | Сход |     | 25*   | 0*   |
| 2023 | LMP3  | Ligier JS P320 | Nissan VK56VE 5.6 L V8 | 14 | Даниэль Али (1–6) Андрес Латорре (1–6) | 22   | НС  | 25   | 12   | Сход | 16   |     | 25*   | 0*   |
| 2023 | LMP3  | Ligier JS P320 | Nissan VK56VE 5.6 L V8 | 15 | Брайсон Моррис (1–3) Крис Шорт (1–3)   | Сход | 30  | 12   | 24   | 13   | 17   |     | 25*   | 0*   |

### Чемпионат IMSA
| Год  | Класс | Машина   | Двигатель             | №  | Гонщик (этапы)                                                                        | 1   | 2   | 3   | 4   | 5   | 6   | 7   | Место | Очки |
| ---- | ----- | -------- | --------------------- | -- | ------------------------------------------------------------------------------------- | --- | --- | --- | --- | --- | --- | --- | ----- | ---- |
| 2020 | LMP2  | Oreca 07 | Gibson GK428 4.2 L V8 |    |                                                                                       | ДАЙ | СЕБ | РАМ | АТЛ | МЛМ | ЛАГ | СЕБ | 6     | 58   |
| 2020 | LMP2  | Oreca 07 | Gibson GK428 4.2 L V8 | 51 | Роб Хоудз (5) Остин МакКаскер (5) Якуб Смеховски (5, 7) Мэттью Белл (7) Навин Рао (7) |     |     |     |     | 3   |     | 4   | 6     | 58   |